# Baron Cranworth
Baronowie Cranworth 1. kreacji (parostwo Zjednoczonego Królestwa)
- 1850–1868: Robert Monsey Rolfe, 1. baron Cranworth

Baronowie Cranworth 2. kreacji (parostwo Zjednoczonego Królestwa)
- 1899–1902: Robert Thornhagh Gurdon, 1. baron Cranworth
- 1902–1964: Bertram Francis Gurdon, 2. baron Cranworth
- 1964 -: Philip Bertram Gurdon, 3. baron Cranworth

Najstarszy syn 3. barona Cranworth: Sancha William Robin Gurdon